# Sicydium punctatum
Sicydium punctatum är en fiskart som beskrevs av Perugia, 1896. Sicydium punctatum ingår i släktet Sicydium och familjen smörbultsfiskar. Inga underarter finns listade i Catalogue of Life.